# Sint-Martinuskerk (Rijmenam)
De Sint-Martinuskerk in Rijmenam is toegewijd aan Martinus van Tours die vaak Sint-Maarten wordt genoemd. Deze patroonheilige wordt gevierd in het sint-maartensfeest op 11 november, 

## Geschiedenis
Op deze plaats stond een kerk of kapel gebouwd tussen 940 en 1050 die in de 14e eeuw werd vervangen door een gotische kerk. Figuratieve muurschilderingen uit die periode zijn nu nog zichtbaar in de linkerzijbeuk.
De kerk leed schade tijdens de slag van Rijmenam die hier in augustus 1578 plaatsvond. In de 18e eeuw werd het dak en het interieur grondig aangepast en een kerkorgel geplaatst. Een doopkapel werd tegen de zuidbeuk gebouwd. In 1834 werd de noordbeuk verbreed.
In september 1914 werd de toren met dynamiet verwoest; heropbouw volgde in de jaren twintig van de twintigste eeuw. De huidige toren is 43 m hoog.
Een preekstoel uit 1558 met afbeeldingen van Sint-Maarten en de vier evangelisten en een doopvont uit de 15e eeuw zijn er te zien. Verder bezit de kerk beelden uit de 16e-18e eeuw en schilderijen uit de 17e-18e eeuw.
Tijdens de restauratie van 2004 is er vloerverwarming geïnstalleerd (voorwaarde om het kerkorgel te restaureren). Het oude portaal uit 1928 is toen afgebroken en vervangen door glazen deuren. Het altaar met bovenbouw uit 1930 in het koor van de kerk is vervangen door drie houten volumes die symbolisch toegang verlenen tot het allerheiligste, het altaar.

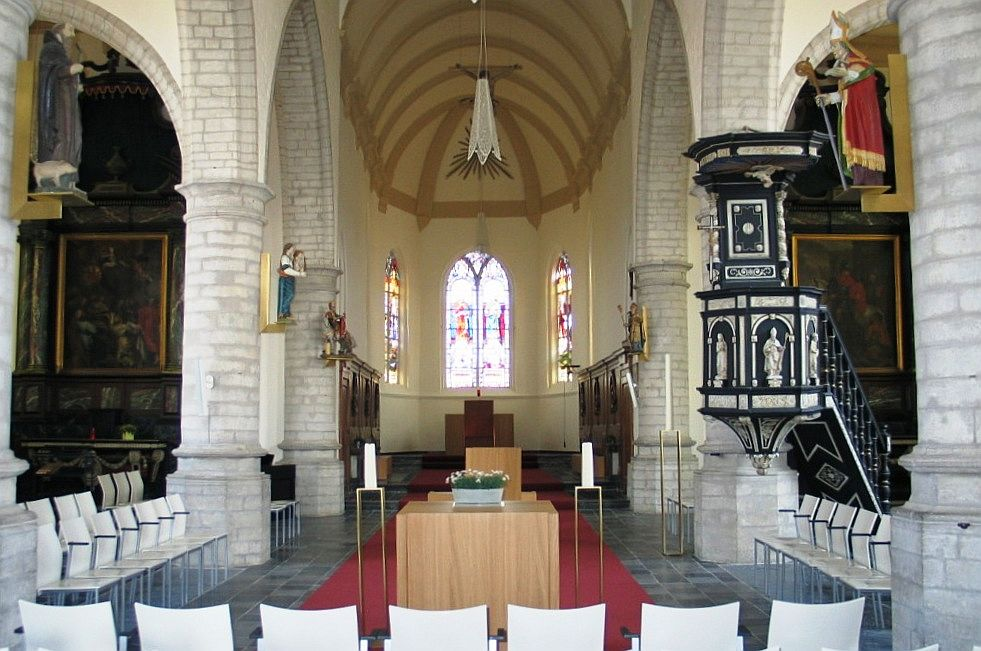
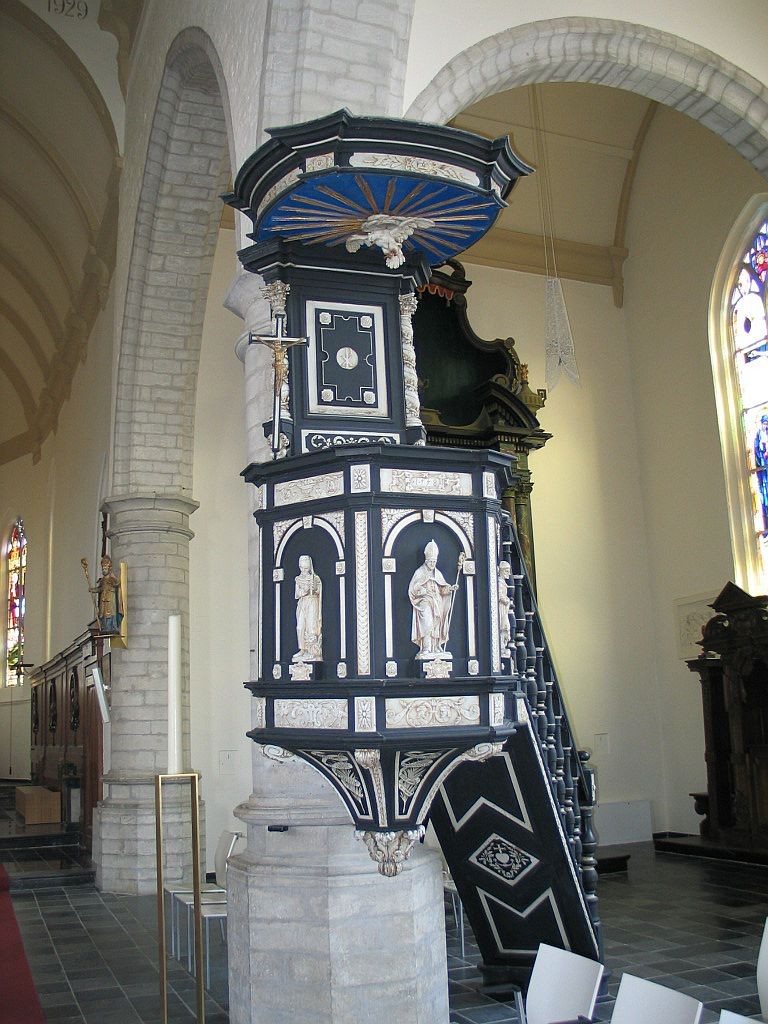
Preekstoel uit 1558